# Fiacha Cennfinnán
 (signalé en juin 2025).
Si vous disposez d'ouvrages ou d'articles de référence ou si vous connaissez des sites web de qualité traitant du thème abordé ici, merci de compléter l'article en donnant les références utiles à sa vérifiabilité et en les liant à la section « Notes et références ».
- Archive Wikiwix
- Bing
- Cairn
- DuckDuckGo
- E. Universalis
- Gallica
- Google
- G. Books
- G. News
- G. Scholar
- Persée
- Qwant
- (zh) Baidu
- (ru) Yandex
- (wd) trouver des œuvres sur Wikidata

Fiacha Cennfinnán (gaélique moderne : Fiacha Ceannfhionnán signifiant « Fiacha [à la] petite tête blanche » est un personnage de la mythologie irlandaise.
Fiacha est le fils de Starn, fils de Rudraige, des Fir Bolg, il devient Ard ri Erenn après avoir détrôné son grand-oncle Sengann. Il règne cinq ans jusqu'à ce qu'il soit détrôné à son tour par Rinnal, fils de Genann.
L'Ard ri Erenn Milesien, Fíachu Findoilches se voit parfois attribuer le même nom que lui.

## Sources primaires
- Lebor Gabála Érenn
- Annales des quatre maîtres
- Geoffrey Keating :  Foras Feasa ar Érinn

## Source
- (en) Cet article est partiellement ou en totalité issu de l’article de Wikipédia en anglais intitulé « Fiacha Cennfinnán » (voir la liste des auteurs), édition du 10 avril 2012.